# Alanson B. Houghton

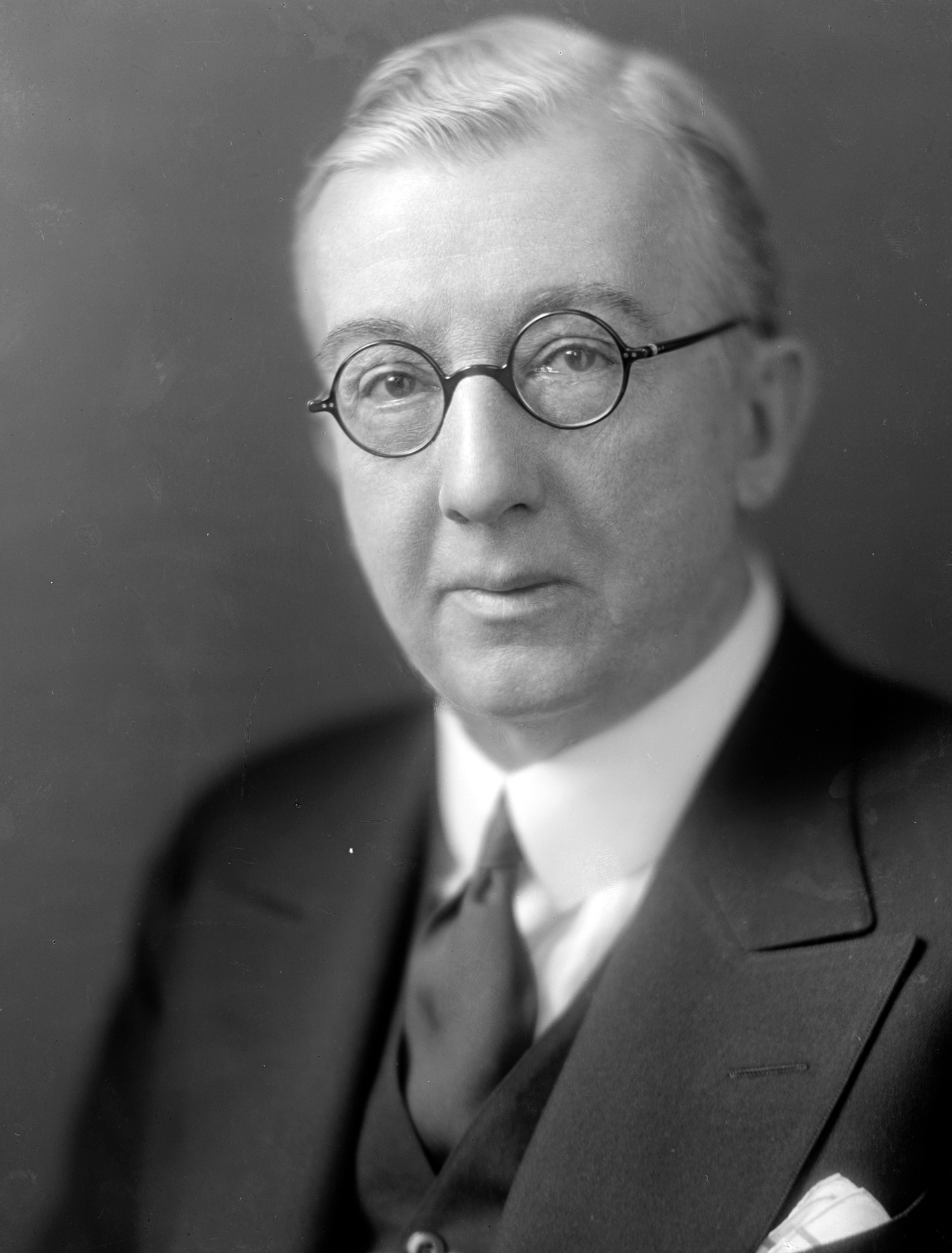
Alanson B. Houghton

Alanson Bigelow Houghton (* 10. Oktober 1863 in Cambridge, Massachusetts; † 15. September 1941 in South Dartmouth, Massachusetts) war ein amerikanischer Unternehmer, Politiker und Diplomat.

## Leben und Beruf
Wenige Jahre nach seiner Geburt zogen seine Eltern mit ihm 1868 nach Corning. Nach dem Besuch verschiedener Schulen studierte er in seiner Geburtsstadt an der Harvard University und später in Berlin, Göttingen und Paris. Danach  trat er 1889 in das Familienunternehmen Corning Glass Works ein. 1902 wurde er Vizepräsident der Corning Glass Works, und von 1912 bis 1918 war er Präsident der Firma. Unter seiner Führung wurde das Unternehmen einer der größten Glasproduzenten in den USA. Daneben war er auch Vizepräsident der Ephraim Coal and Coke Co. in West Virginia sowie Direktor des Versicherers Met Life in New York. Er war Mitglied im Kuratorium von zwei Colleges im Staat New York.

## Politik und Diplomatie
Houghton war Mitglied der Republikanischen Partei. Zwischen 1919 und 1922 war er für den Staat New York Mitglied des US-Repräsentantenhauses. Er war unter anderem Mitglied im auswärtigen Ausschuss.
Vom 10. Februar 1922 an war er als Nachfolger von Ellis Loring Dresel Botschafter der Vereinigten Staaten in Deutschland. Dieses Amt behielt er bis zum 6. April 1925. Das Verhältnis zu Gustav Stresemann war freundschaftlich. Danach war er bis 1929 Botschafter in Großbritannien. Im Jahr 1928 kandidierte Houghton erfolglos für den US-Senat. Er unterlag dem demokratischen Amtsinhaber Royal S. Copeland mit nur 50.000 Stimmen Rückstand, was einem Unterschied von 1,1 Prozentpunkten entsprach.
Sein Sohn Amory wurde ebenfalls Diplomat und fungierte als US-Botschafter in Frankreich. Dessen Sohn Amo wiederum trat als Politiker in die Fußstapfen des Großvaters und gehörte von 1987 bis 2005 dem US-Repräsentantenhaus als Vertreter New Yorks an.